# Eveline M. Burns
Pour les articles homonymes, voir Burns.
Eveline Mabel Richardson Burns (16 mars 1900 - 2 septembre 1985) est une économiste, écrivain et enseignante britannico-américaine.

## Enfance et éducation
Née Eveline Mabel Richardson à Londres, en Angleterre, elle est l'unique enfant d'Eveline Maud Falkner et de Frederick Haig Richardson. Sa mère étant morte après sa naissance, son père se remarie et a trois autres enfants. Eveline fréquente la Seatham Secondary School, puis entre à la London School of Economics à l'âge de 16 ans et obtient un B.S. en 1920, avec mention très bien. En 1922, elle épouse l'économiste Arthur Robert Burns et le couple émigre aux États-Unis. Après l'obtention de son doctorat en 1926, elle bénéficie d'une bourse Laura Spelman Rockefeller. Avec son mari, elle parcourt le pays pendant deux ans tout en écrivant pour The Economic World.

## Carrière
Elle devient professeure de travail social à l'université Columbia en 1928. En 1933, pendant la Grande Dépression, elle retourne en Angleterre pour étudier les programmes de chômage. En 1934, en tant que membre du Comité de la sécurité économique du président Franklin D. Roosevelt, elle participe à la conception de la loi américaine sur la sécurité sociale de 1935. Au cours des années suivantes, elle travaille pour l'Association américaine pour la sécurité sociale, le Comité de protection sociale de la YWCA et le Conseil exécutif du Women's Club de New York. De 1939 à 1943, elle est à la tête de la section sécurité économique et santé du National Resources Planning Board. Dans les années 1940, elle est conférencière Anna Shaw au Bryn Mawr College et professeure à Columbia,.
De 1953 à 1954, elle est vice-présidente et présidente de l'American Economic Association. En 1954, elle reçoit la médaille Adam Smith pour ses recherches économiques exceptionnelles. La même année, elle reçoit une bourse Guggenheim. Entre 1950 et 1958, elle occupe divers postes au sein de la National Conference on Social Welfare. En 1968, elle reçoit le prix Blanche Ittelson.
Au cours de sa carrière, elle publie de nombreux ouvrages sur l'aide sociale,. Elle meurt à l'hôpital St. Mary's de Newton, en Pennsylvanie. Arthur et Eveline n'ont pas eu d'enfants.